# Kinga Leszczyńska
Kinga Leszczyńska z domu Bugalska (ur. 11 listopada 1970) – polska lekkoatletka, sprinterka, wielokrotna mistrzyni Polski.

## Kariera
Wystąpiła na halowych mistrzostwach Europy w 1998 w Walencji w biegu na 200 metrów, ale odpadła w półfinale.  Na mistrzostwach Europy w 1998 w Budapeszcie odpadła w eliminacjach na tym dystansie, a sztafeta 4 × 100 metrów z jej udziałem została zdyskwalifikowana, również w eliminacjach.
Była mistrzynią Polski w biegu na 100 metrów i biegu na 200 metrów w 1995, 1996 i 1998, a w biegu na 200 metrów również w 1997. Zdobyła również mistrzostwo Polski w hali w biegu na 60 metrów i biegu na 200 metrów w 1996 oraz mistrzostwo na 200 m i wicemistrzostwo na 60 m w 1998.
Rekordy życiowe:
| Konkurencja                     | Data i miejsce                 | Wynik |
| ------------------------------- | ------------------------------ | ----- |
| bieg na 100 metrów              | 12 maja 1997, Warszawa         | 11,58 |
| bieg na 200 metrów              | 19 czerwca 1998, Warszawa      | 23,18 |
| bieg na 400 metrów              | 5 września 1998, Sopot         | 53,16 |
| bieg na 100 metrów przez płotki | 4 czerwca 1995, Biała Podlaska | 13,79 |

Była zawodniczką Warszawianki.